# 木村観光バス
1. 木村観光バスの車両
2. 社屋、車庫などの施設

木村観光バス株式会社（きむらかんこうバス）は、かつて埼玉県蓮田市に本社を置いていたバス事業者である。埼玉県内では中堅の貸切バス会社であった。
大型観光バスの新車への入れ替えを積極的に行っていたが、2011年に発生した東日本大震災により大幅な利用減に陥った。その中で震災復興ボランティアバスツアーを積極的に行ったが、2011年末に大幅に減車して業務を縮小し、2012年3月15日に事業停止となった。

## 運行受託
- 白岡町（現・白岡市）
  - 白岡町内循環バス - 1999年（平成11年）11月15日運行開始[1]、2007年（平成19年）3月31日廃止[1]。現在は乗合タクシー「白岡市のりあい交通」が運行されている[2]。詳細は当該記事を参照。
  - 白岡中学校通学バス - 白岡町（当時）から委託されていた。2012年3月8日以降は運行不能に陥り、同年3月12日以降は大和観光自動車に引き継がれた[3]。
- 菖蒲町（現・久喜市）
  - 菖蒲町町内巡回バス - 2001年（平成13年）1月28日運行開始[4]、2005年（平成17年）3月31日休止[4]。そのまま廃止された。詳細は当該記事を参照。なお、久喜市内循環バスは現在、協同バスが運行受託している。
- 伊奈町
  - 伊奈町内循環バス「いなまる」 - 2011年（平成23年）10月1日より、運行委託先が関東自動車から木村観光バスへ変更された。その際に専用車両として、2011年式の日野・ポンチョ（2ドアロングボディ、BDG-HX6JLAE、大宮230い170）を導入した。事業停止により協同観光バス（現：協同バス）へ委託先が変更され、木村観光バスの専用車両も引き継がれた。詳細は当該記事を参照。

## 貸切バス
- 2011年12月、大型観光バスを大幅に減車する。
- 2012年1月、大型観光バスをさらに減車し1台とする。